# 木下誠也
木下 誠也（きのした せいや、1953年 <昭和28年> - ）は、日本の国土交通技官、教育者。近畿地方整備局長、愛媛大学教授、日本大学教授を歴任。瑞宝中綬章受章。

## 経歴
大阪府出身。1976年 東京大学工学部土木工学科卒業、1978年 同大学院工学系研究科土木工学専門課程修士課程修了、同年4月 建設省入省、九州地方建設局 (現・九州地方整備局)、静岡県庁、河川局、中部地方建設局 (現・中部地方整備局)勤務を経て1988年4月 同省河川局治水課課長補佐(管理･訴訟･調査･調整･地域改善･中四国担当)、1990年 (平成2年) 4月 同省近畿地方建設局 (現・近畿地方整備局) 和歌山工事事務所長、1992年4月 財団法人国土開発技術研究センター調査第一部次長、1995年4月 同省大臣官房環境安全技術調整官、1996年4月 同建設技術調整官、1999年4月 同省河川局河川計画課河川計画調整室長、2000年7月 同省建設経済局国際課長、2001年1月 国土交通省総合政策局国際建設課長、2002年7月　同省土地・水資源局 水資源部水資源計画課長、2004年7月 中部地方整備局企画部長、2006年7月 辻一郎の後任として関東運輸局次長、2007年4月 内閣府沖縄総合事務局次長、2008年7月 布村明彦の後任として近畿地方整備局長、2009年7月 上総周平を後任として同職退任、退官。
退官後、同年9月 財団法人ダム水源地環境整備センター審議役、2010年11月 愛媛大学防災情報研究センター教授、2011年10月 東京大学博士（工学）取得。2014年4月 日本大学生産工学部土木工学科教授、2016年4月 日本大学危機管理学部教授。

## その他役職
- 一般社団法人建設コンサルタンツ協会 理事
- 一般社団法人沖縄しまたて協会　理事長
- ジャパン･インフラ･ウェイマーク　顧問
- 淺沼組 取締役（社外）
- 東京都市大学 客員教授[2]

## 栄典
- 2024年春の叙勲で国土交通行政事務功労により瑞宝中綬章を受章[8]